# Hugo Boisvert
Hugo Boisvert (* 11. Februar 1976 in Saint-Eustache, Québec) ist ein ehemaliger deutsch-kanadischer Eishockeyspieler, -trainer und -funktionär, der in Deutschland unter anderem beim EV Duisburg, den Kassel Huskies und den Dresdner Eislöwen aktiv war.  

## Karriere

### Als Spieler
Boisvert spielte während seines Studiums für das Team der Ohio State University im Spielbetrieb der NCAA, bis er schließlich im Jahre 2000 für die kanadische Nationalmannschaft auflief und 39 Spiele bestritt. Zur Saison 2000/01 wechselte der Center zu den Orlando Solar Bears in die International Hockey League, nach deren Auflösung er in der darauf folgenden Saison zu den Grand Rapids Griffins in die American Hockey League wechselte.

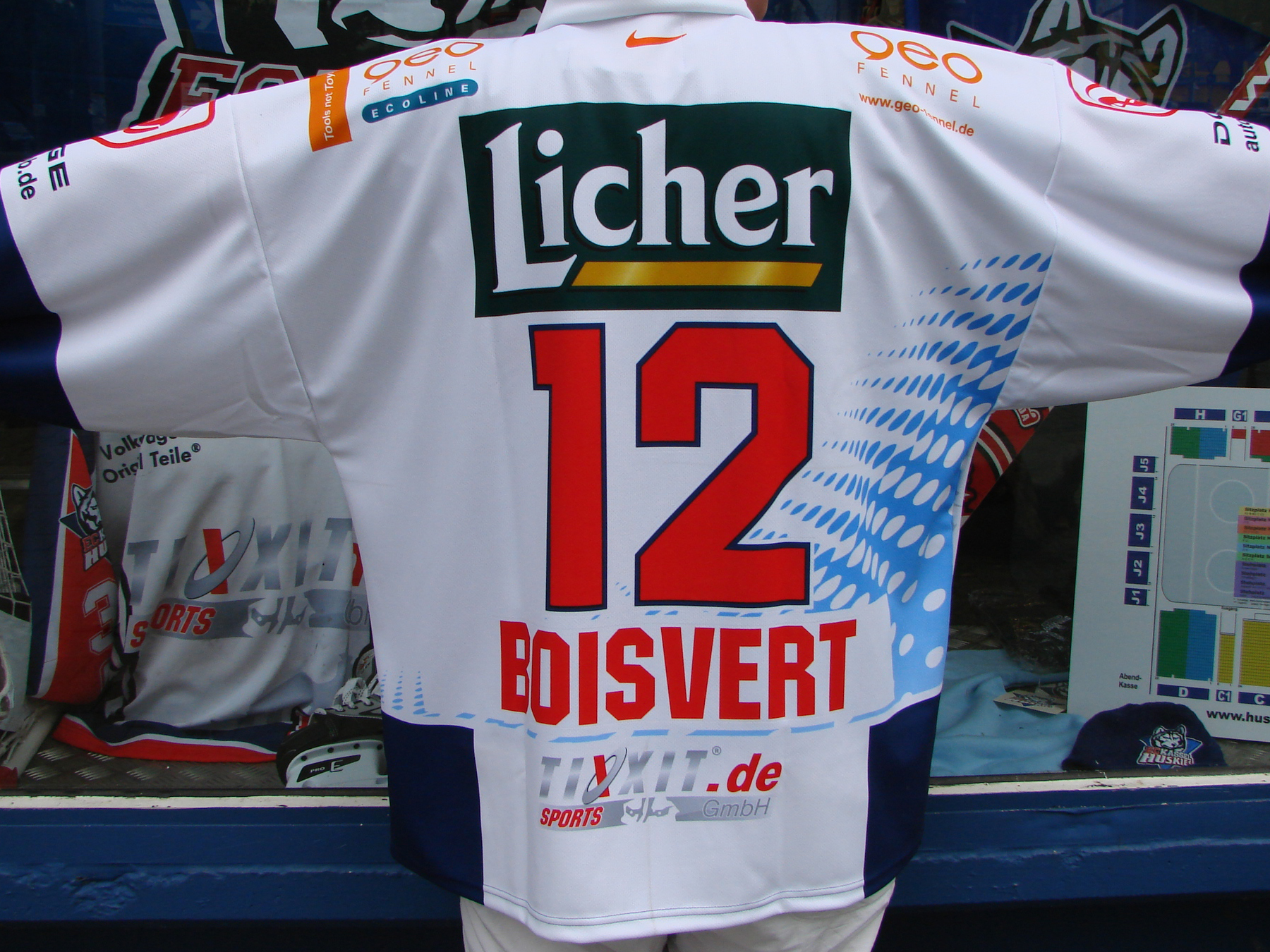
Boisverts Trikot zur Saison 2008/09

Zur Saison 2004/05 unterschrieb der Kanadier einen Vertrag beim deutschen Zweitligisten Duisburger Füchse, mit denen er noch in seiner ersten Spielzeit in die Deutsche Eishockey Liga aufstieg. Mit dem Abstieg der Kassel Huskies in der Saison 2005/06 in die 2. Bundesliga wechselte der Angreifer zusammen mit Shawn McNeil zu den Nordhessen, mit denen er zwar die zweite Liga dominierte, jedoch das Play-off-Finale in der ersten Zweitliga-Spielzeit verlor. Im zweiten Jahr in der zweiten Liga wurde Boisvert zum Mannschaftskapitän ernannt und erreichte in derselben Saison den Zweitliga-Meistertitel, durch den sich die Huskies zur Saison 2008/09 erneut für die Deutsche Eishockey Liga qualifizierten.
Der Vertrag des Kanadiers bei den „Huskies“ galt bis zum Ende der Saison 2010/11, verlor jedoch im Sommer 2010 seine Gültigkeit, da der Club aufgelöst wurde. Infolgedessen war Boisvert arbeitslos und hielt sich bei der Eishockey Jugend Kassel fit, bevor er im November des gleichen Jahres einen Probevertrag über einen Monat Laufzeit bei den Dresdner Eislöwen aus der 2. Bundesliga erhielt. Dieser wurde während der Saison verlängert und Boisvert entwickelte sich zu einem der Führungsspieler der Eislöwen. Im September 2012 erhielt er die deutsche Staatsbürgerschaft. Bei den Eislöwen agierte er über mehrere Jahre als Mannschaftskapitän.
Nach der Saison 2014/15 verließ er die Eislöwen, nachdem er sich mit den Eislöwen nicht auf einen neuen Vertrag einigen konnte.

### Als Trainer
Boisvert wurde im Juni 2015 vom DEL2-Klub Kassel Huskies als Co-Trainer verpflichtet, mit denen er in seiner ersten Saison unter Cheftrainer Rico Rossi den Meistertitel gewann. Im Mai 2018 wurde er von den Bietigheim Steelers als Cheftrainer verpflichtet. Im November 2019 wurde er vom Management der Steelers entlassen, das Team lag zu diesem Zeitpunkt auf dem siebten Tabellenplatz.
In der Saison 2021/22 war Boisvert Assistenztrainer von Harry Lange beim EC Bad Nauheim. Anschließend war er Sportdirektor bei den Kassel Huskies. In der Saison 2023/24 wurde Boisvert am 29. Februar 2024 zusätzlich Co-Trainer von Bill Stewart, nachdem der bisherige Trainer Bohuslav Šubr entlassen worden war. Er führte zusammen mit Stewart die Mannschaft in die DEL2-Finalserie, wurde jedoch nach dem fünften Spiel zusammen mit Stewart entlassen. Nachdem er kurzzeitig Assistenztrainer der japanischen Nationalmannschaft bei der Weltmeisterschaft der Division IA 2025 gearbeitet hatte, heuerte er zur Saison 2025/26 als Trainerassistent bei den Eisbären Regensburg an.

## Erfolge und Auszeichnungen
- 2001 Turner-Cup-Gewinn mit den Orlando Solar Bears
- 2016 DEL2-Meister mit den Kassel Huskies (als Assistenztrainer)

## Karrierestatistik
(Legende zur Spielerstatistik: Sp oder GP = absolvierte Spiele; T oder G = erzielte Tore; V oder A = erzielte Assists; Pkt oder Pts = erzielte Scorerpunkte; SM oder PIM = erhaltene Strafminuten; +/− = Plus/Minus-Bilanz; PP = erzielte Überzahltore; SH = erzielte Unterzahltore; GW = erzielte Siegtore; 1 Play-downs/Relegation; Kursiv: Statistik nicht vollständig)